# Vårberg
Vårberg – dzielnica (stadsdel) Sztokholmu, położona w jego południowej części (Söderort) i wchodząca w skład stadsdelsområde Skärholmen. Graniczy z dzielnicami Skärholmen oraz z gminą Huddinge i przez jezioro Melar z gminą Ekerö.
Według danych opublikowanych przez gminę Sztokholm, 31 grudnia 2020 r. Vårberg liczył 9949 mieszkańców. Powierzchnia dzielnicy wynosi łącznie 2,62 km², z czego wody stanowią 0,65 km².
Vårberg jest jedną ze stacji na czerwonej linii (T13) sztokholmskiego metra.